# Berk Vaher

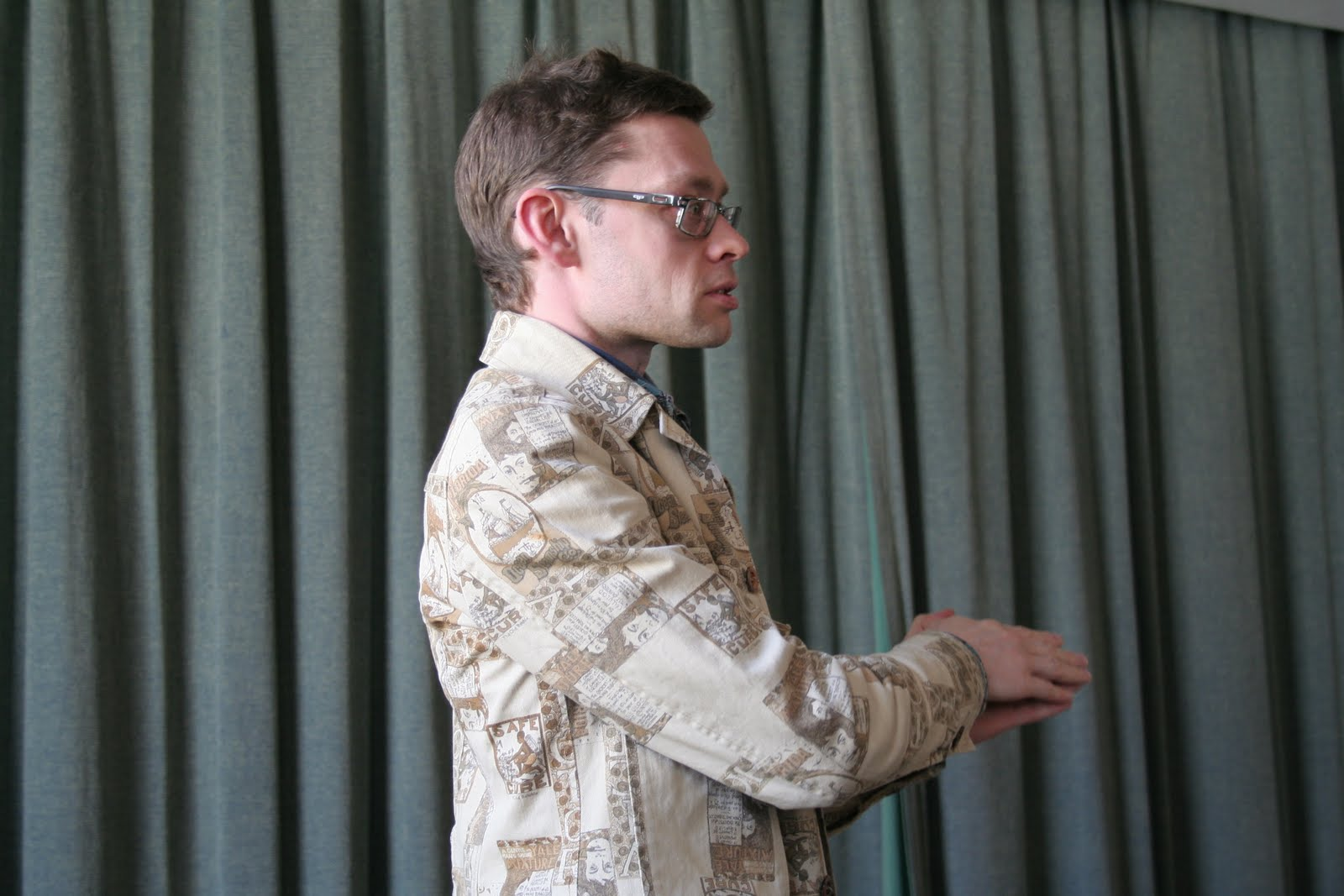

Berk Vaher (* 30. Juni 1975 in Kohtla-Järve) ist ein estnischer Schriftsteller.

## Leben
Berk Vaher machte 1993 in Viljandi Abitur und studierte an der Universität Tartu englische Sprache und Literatur. Nach seinem dortigen Abschluss 1997 studierte er an der Universität Warwick, wo er 1999 den Magistergrad erwarb.
Vaher ist Dozent an der Universität Tartu und außerdem als Übersetzer aus dem Englischen und Herausgeber literarischer Zeitschriften aktiv. Er ist seit 2002 Mitglied des Estnischen Schriftstellerverbandes. Von 2005 bis 2011 und erneut seit 2014 ist Vaher Vorsitzender der Tartuer Abteilung des Verbandes.

## Literarisches Werk
Vaher debütierte mit Kurzprosa 1999 im Rahmen der literarischen Gruppe „Erakkond“, zu der unter anderem auch Kristiina Ehin, Mehis Heinsaar, Kalju Kruusa und Aare Pilv gehörten. Seinem ersten schmalen Bändchen mit Novellen und einem Gedicht folgte im gleichen Jahr, aber größeres Aufsehen erregend, seine zweite Sammlung Wolken auf den Asphalt (2000).
Eine Kritikerin sprach von „barocker, manieristischer Schwere“ und zog einen Vergleich zu Friedebert Tuglas.
Auch das weitere Werk von Vaher wurde später immer wieder als sprachliche Sonderleistung hervorgehoben – so wurde sein Roman Epos beispielsweise mit Finnegans Wake von James Joyce verglichen.

## Auszeichnungen
- 2008 Juri Lotman-Stipendium

## Bibliografie
- Vedamine ('Schwein haben'). s. l. 1999. 43 S.
- Pilved asfaldile ('Wolken auf den Asphalt'). Tartu: Erakkond 2000. 105 S.
- Kaval kuuldavus ('Tückische Hörbarkeit'). Tallinn: Erakkond 2001. 106 S.
- Lugulaul ('Epos'). Tartu: Erakkond 2002. 383 S.
- Sekeldaja päevad ('Tage eines Abenteurers'). Tallinn: Tuum 2004. 136 S.
- (gemeinsam mit Tõnis Mägi) Müümata naer ('Unverkauftes Lachen'). Tallinn: TEA Kirjastus 2011. 285 S.
- Sõnastamatu lend sõnades. Kirjutisi kirjandusest ('Unformulierter Flug in Worten. Schriften zur Literatur'). Tallinn: Eesti Keele Sihtasutus 2014. 310 S.